# Dalmatinska perunika
Dalmatinska perunika (hrvatski naziv: dalmatinska perunika; narodni naziv: jadranska perunika, ilirska perunika; lat. Iris pallida subsp. illyrica; sin. Iris pseudopallida), mirisna trajnica iz porodice perunikovki. U Hrvatskoj se vodi kao endem, a smatrala se posebnom vrstom pod imenom Iris pseudopallida, dok je danas priznata kao podvrsta blijede perunike (Iris pallida). Vrsta u Hrvatskoj poznata kao ilirska perunika (Iris illyrica), također nije priznata, i sinonim je za dalmatinsku peruniku.
Raste po suhim kamenjarskim travnjacima srednje i južne Dalmacije, sve od obale mora pa do 600 metara nadmorske visine.
Od 2004. godine strogo je zaštićena na svim svojim prirodnim staništima u Hrvatskoj. često se sadi po vrtovima i parkovima.
- I. pallida subsp. illyrica
- I. pallida subsp. illyrica

## Vanjske poveznice
|  | Zajednički poslužitelj ima još gradiva o temi Iris pallida subsp. illyrica |
|  | Wikivrste imaju podatke o taksonu Iris pseudopallida                       |